# Liste der FFH-Gebiete in der Autonomen Gemeinschaft La Rioja

Flagge von La Rioja

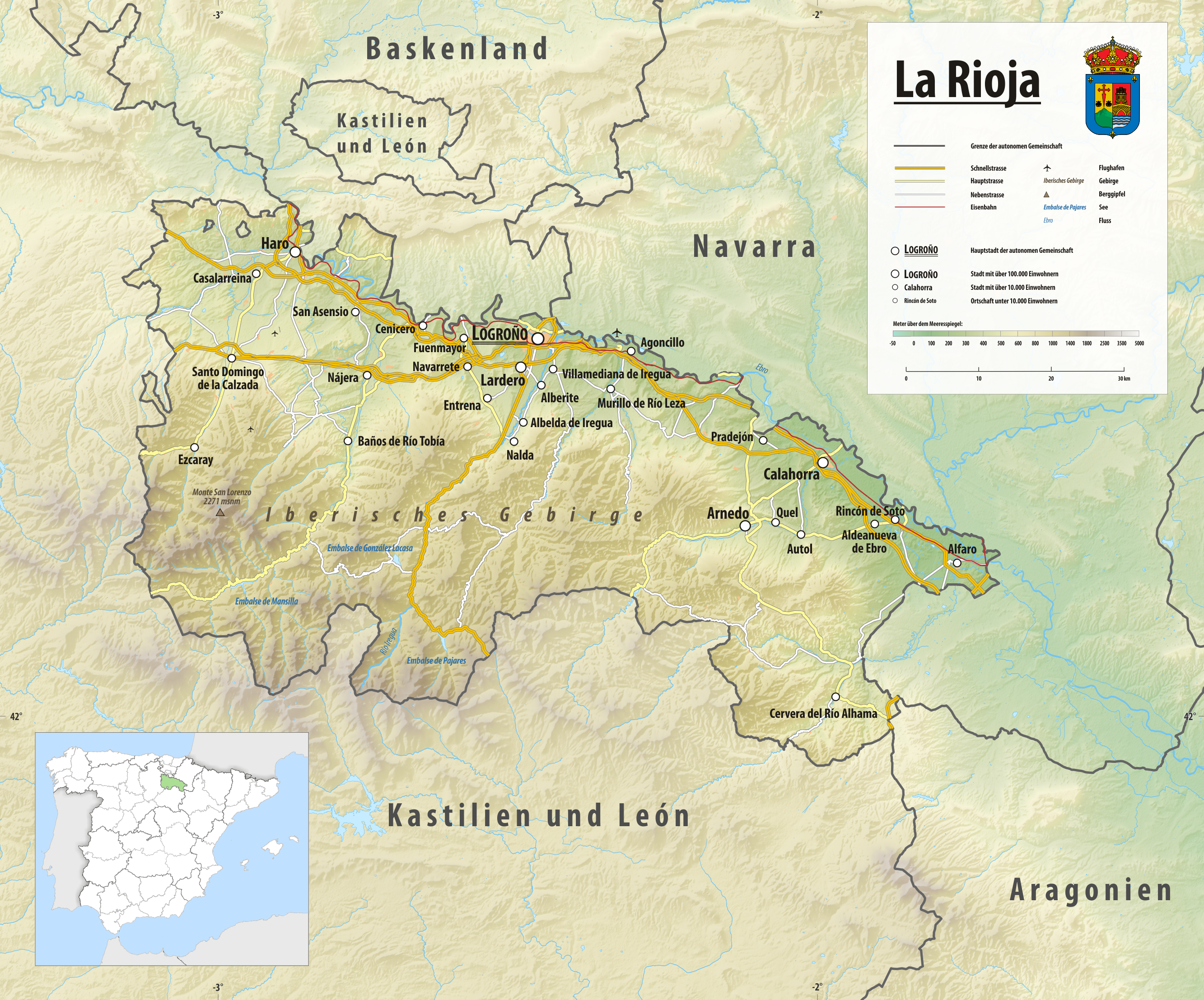
Karte von La Rioja

Diese sortierbare Liste führt die Fauna-Flora-Habitat-Gebiete in der zu Spanien gehörenden autonomen Gemeinschaft La Rioja. Die Gebiete gehören zum europäischen Schutzgebietsnetz Natura 2000.

## Hinweise zu den Angaben in der Tabelle
- Gebietsname: Amtliche Bezeichnung des Schutzgebiets
- Bild/Commons: Bild und Link zu weiteren Bildern aus dem Schutzgebiet
- WDPA-ID: Link zum Schutzgebiet in der World Database on Protected Areas
- EEA-ID: Link zum Schutzgebiet in der Datenbank der European Environment Agency (EEA)
- Lage: Geografischer Standort
- Fläche: Gesamtfläche des Schutzgebiets in Hektar
- Bemerkungen: Besonderheiten und Anmerkungen

Bis auf die Spalte Lage sind alle Spalten sortierbar.

## Tabelle
| Gebietsname                                     | Bild/Commons | WDPA-ID   | EEA-ID    | Lage | Fläche ha | Bemerkungen |
| ----------------------------------------------- | ------------ | --------- | --------- | ---- | --------- | --- |
| Obarenes-Sierra de Cantabria                    |              | 555723036 | ES0000062 | ⊙    | 5.165,7   | Gebiet am Übergang des atlantisch geprägten Teil Spaniens zum mediterran geprägten Teil. Gebiet mit Steineichenwäldern, Kalkfelsen und Vorkommen zahlreicher Fledermausarten.   |
| Sierra de Alcarama y Valle del Alhama           |              | 555723037 | ES0000063 | ⊙    | 10.216,8  | Sommertrockenes Gebiet mit Steineichenwäldern, Wacholderhainen und Felsformationen. Vorkommen von Geburtshelferkröte und Iberischem Walzenskink.                                |
| Peñas de Iregua, Leza y Jubera                  |              | 555722089 | ES0000064 | ⊙    | 8.409,7   | Gebiet mit Mittelgebirgscharakter zwischen Ebro-Tal und Iberischem Gebirge mit Felsformationen und Schluchten, Vorkommen des europäischen Nerzes.                               |
| Peñas de Arnedillo. Peñalmonte y Peña Isasa     |              | 555723022 | ES0000065 | ⊙    | 3.436,6   | Mittelgebirge mit Wacholder-Mattorals, Kalkfelsen und Vorkommen des Iberischen Flusskrebses.                                                                                    |
| Sierras de Demanda, Urbión, Cebollera y Cameros |              | 555722090 | ES0000067 | ⊙    | 138.606,9 | Teil des Iberischen Gebirges mit großen Waldflächen (unter anderem Buchenwälder und Wälder mit Stechpalme) mit zahlreichen mitteleuropäischen Wald-Arten und einigen Endemiten. |
| Sotos y Riberas del Ebro                        |              | 555523224 | ES2300006 | ⊙    | 444,5     | Abschnitt des Ebro mit Auwald und Vorkommen vom Europäischen Nerz und Schildkröten.                                                                                             |